# Jens Graul
Jens Graul (* 21. Dezember 1950 in Aachen; † 8. Juli 2018) war ein deutscher Stadtrat a. D. und Autor.
Graul studierte von 1969 bis 1975 Architektur an der RWTH Aachen (Diplom-Ingenieur). 1978 legte er die zweite Staatsprüfung ab. 1979 begann er als Bauassessor im Planungsamt der Stadt Wilhelmshaven. 1986 wurde er hauptamtlicher Stadtrat.
Im Jahre 1996 wurde er bei Peter Singer am Fachbereich 3 – Sozialwissenschaften der Carl von Ossietzky Universität Oldenburg mit der Dissertation Die Stadt auf Befehl. Strukturwandel und Konversion in Wilhelmshaven zum Dr. rer. pol. promoviert. Zuletzt war Graul Kultur- und Umweltdezernent der Stadt, von 2013 bis 2015 wirkte er darüber hinaus als Kulturbeauftragter.
Von 1988 bis 2002 war er Vorstandsmitglied im Förderverein des Deutschen Marinemuseums in Wilhelmshaven, danach Stiftungsvorstand. Er war Mitherausgeber der Reihe Kleine Schriftenreihe zur Militär- und Marinegeschichte (Verlag Dr. Dieter Winkler).

## Schriften (Auswahl)
- „Wilhelmshaven muß mehr werden als es war“. Der kulturelle Neuanfang 1945. Brune Mettcker, Wilhelmshaven 2009, ISBN 978-3-930510-36-8.
- mit Dieter Hartwig (Hrsg.): Von den Historikern für die Flotte. Die 50. Historisch-Taktische Tagung der Flotte (= Kleine Schriftenreihe zur Militär- und Marinegeschichte. Bd. 21). Winkler, Bochum 2011, ISBN 978-3-89911-136-1.
- Die Sportanlagen an der Freiligrathstraße (= Wilhelmshavener Beiträge zur Stadt- und Kulturgeschichte. Bd. 2). Brune Mettcker, Wilhelmshaven 2012, ISBN 978-3-941929-01-2.
- Wilhelmshaven – Captain Edward Conder RN und der Neuanfang 1945. Brune Mettcker, Wilhelmshaven 2014, ISBN 978-3-941929-07-4.
- mit Michael Kämpf (Hrsg.): Dieter Hartwig – Marinegeschichte und Sicherheitspolitik. Vorträge und Texte aus drei Jahrzehnten. Festschrift zum 60. Geburtstag (= Kleine Schriftenreihe zur Militär- und Marinegeschichte. Bd. 6). Winkler, Bochum 2003, ISBN 3-89911-019-6.
- Bauverein Rüstringen EG, 1903–2003. „Dem Ganzen zu dienen und selbst ein Ganzes zu sein“. Die Geschichte eines genossenschaftlichen Wohnungsunternehmens in Wilhelmshaven. Hrsg. durch den Bauverein Rüstringen, Wilhelmshaven 2003, ISBN 3-930510-78-2.
- Wilhelmshaven. Junge Stadt, Tradition und Zukunft. Brune Mettcker, Wilhelmshaven 2016, ISBN 978-3-941929-19-7.